# Stazione di Rivadavia
La stazione di Rivadavia (Estación Rivadavia in spagnolo) è una stazione ferroviaria della linea Mitre situata nel barrio di Núñez, nella capitale argentina Buenos Aires.
Sorge nelle immediate distanze dell'avenida General Paz, la grande arteria di comunicazione che separa la Buenos Aires dalla provincia di Buenos Aires, e dell'avenida del Libertador. Ad un solo isolato di distanza si trova la ESMA, centro di detenzione e tortura durante gli anni della dittatura militare.

## Storia
La stazione fu aperta al traffico dalla compagnia britannica Buenos Aires Northern Railway l'11 settembre 1888.